# Igreja Pentecostal Unida da Colômbia
A Igreja Pentecostal Unida da Colômbia (IPUC) (em castelhano:  Iglesia Pentecostal Unida de Colombia) é uma igreja evangélica pentecostal unicista da Colômbia, é a denominação cristã evangélica com mais membros na Colômbia, tem cerca de 600 mil fiéis, dos quais 3.087 são pastores em cerca de 3.200 templos em todos os estados da Colômbia.
Conhecida originalmente como a Igreja Evangélica Pentecostal professa a doutrina da unidade de Deus (unitarismo), prega e pratica o batismo em nome de Jesus. É considerada parte das igrejas Pentecostais do Nome de Jesus. Este grupo se caracteriza por seguir um movimento de Pentecostalismo unicista.

## Missões estrangeiras
Em fevereiro de 2012, a Igreja Pentecostal Unida da Colômbia, contava com 31 obras missionárias nos seguintes países e territórios:
América (17 obras missionárias)
- Argentina, Aruba, Brasil, Costa Rica, Chile, Curaçao, El Salvador, Guatemala, Haiti, Honduras, México, Nicarágua, Panamá, Paraguai, República Dominicana, Uruguai, Venezuela

Europa (8 obras missionárias)
- Bélgica, Espanha, França, Holanda, Reino Unido, Itália, Suécia, Suiça

África (4 obras missionárias)
- Cabo Verde, Guiné-Bissau, Moçambique, Tanzânia

Ásia (2 obras missionárias)
- Israel e Japão

Como resultado do trabalho missionário da IPUC, as seguintes obras obtiveram autonomia administrativa:
- Igreja Evangélica Apostólica do Nome de Jesus está presente principalmente no Equador e Peru, entre outros países.
- Igreja Pentecostal Unida Latino-americana, que atua nos Estados Unidos e no Canadá, principalmente entre a comunidade de língua espanhola.
- Igreja Pentecostal Unida da Bolívia, que começou em 1966, quando ele chegou à cidade de La Paz o missionário Ulises Rengifo B; sua esposa irmã Ruby e seu filho Gerson. Em 04 de julho de 2011, tornou-se autônoma.